# Флаг Попереченского сельского поселения (Волгоградская область)
Флаг Попереченского сельского поселения Котельниковского муниципального района Волгоградской области Российской Федерации — опознавательно-правовой знак, составленный и употребляемый в соответствии с вексиллологическими правилами, служащий символом Попереченского сельского поселения, единства его территории, населения, прав и самоуправления.
Флаг утверждён 13 сентября 2010 года и внесён в Государственный геральдический регистр Российской Федерации с присвоением регистрационного номера 7853.
Флаг Попереченского сельского поселения является, наряду с основным муниципальным символом — гербом Попереченского сельского поселения, официальным символом хутора Поперечный. Среди прочего, флаг поднимается на плавсредствах принадлежащих хутору Поперечный.

## Описание
«Флаг Попереченского сельского поселения прямоугольное полотнище с отношением ширины к длине 2:3, воспроизводящее композицию герба Попереченского сельского поселения в данных: в зелёном, синем, жёлтом и белом цветах».
Геральдическое описание герба гласит: «В зелёном поле серебряный двойной малый пояс рассечённый золотым столбом в сопровождении четырёх золотых веерообразных трёхколосьев пшеницы, в верху и в низу с каждой стороны. В лазоревой главе золотой котёл положенный на скрещённые серебряные сабли с золотыми рукоятями. Шит увенчан муниципальной короной установленного образца».

## Обоснование символики
Флаг составлен на основании герба Попереченского сельского поселения и отражает исторические, культурные, социально-экономические, национальные и иные местные традиции.